# Meurtres de Wonderland
 (octobre 2020).
Si vous disposez d'ouvrages ou d'articles de référence ou si vous connaissez des sites web de qualité traitant du thème abordé ici, merci de compléter l'article en donnant les références utiles à sa vérifiabilité et en les liant à la section « Notes et références ».
Les meurtres de Wonderland, également connus sous le nom de Quatre sur le Sol ou encore des meurtres de Laurel Canyon, se sont déroulés à Los Angeles en 1981, quand quatre personnes ont été tuées dans une affaire de drogue impliquant l'acteur de films pornographiques John C. Holmes et commandités par l'homme d'affaires et trafiquant de drogue Eddie Nash.

## Le cambriolage et les meurtres
Le gang de Wonderland était dirigé par trois personnes qui vivaient dans une maison louée au 8763 Wonderland Avenue dans le quartier Laurel Canyon de Los Angeles ; Joy Audrey Gold Miller, William R. DeVerell (Miller et DeVerell étaient en couple), et Ronald Launius, le chef. Chacun des trois était impliqué dans le trafic de drogue.
Le 28 juin 1981, ils avaient rendez-vous avec David Lind, Tracy McCourt et John C. Holmes, acteur pornographique et toxicomane reconnu. Ils avaient décidé de cambrioler la maison d'Eddie Nash (bien que Lind prétende ne pas avoir su qui ils volaient), trafiquant de drogue et propriétaire de plusieurs boîtes de nuit. Holmes, qui connaissait Nash et qui l'appréciait, se rendait fréquemment chez lui pour acheter de la drogue. Ainsi, Holmes a discrètement déverrouillé une porte arrière de sa demeure puis en a ensuite informé le gang.
Le lendemain matin, le 29 juin 1981, DeVerell, Launius, Lind, et McCourt sont allés à la maison. McCourt est resté dans la voiture, une Ford Granada volée, alors que les trois autres entraient par la porte débloquée. Ils ont surpris Nash et son garde du corps, Gregory DeWitt Diles, et les ont menottés. Ils ont volé de l'argent, de la drogue, et des bijoux, et ont menacé de tuer Nash et Diles. Le groupe est alors retourné à leur planque pour partager l'argent (Holmes et McCourt ont reçu des parts moindres).
Nash suspectait Holmes d'être impliqué dans ce cambriolage et a envoyé Diles ramener Holmes à sa maison. Holmes était dans la rue à Hollywood, portant un des anneaux qui avaient été volés à Nash. Nash a fait frapper Holmes par Diles jusqu'à ce qu'il ait avoué les noms de ses complices, ceci sous les yeux de Scott Thorson, petit-ami de Liberace, qui achetait de la drogue dans la maison de Nash.
Dans la matinée du 1er juillet 1981, deux jours après le vol, la maison au 8763 Wonderland Avenue a été forcée. Miller, DeVerell, et Launius étaient présents, avec Susan Launius (l'épouse de Launius) et Barbara Richardson (la petite-amie de Lind). Chacun d'eux a été matraqué avec des tuyaux en acier. Susan Launius s'en est sortie avec des blessures sérieuses, mais les autres sont morts. John Holmes était présent pendant les meurtres, comme l'ont prouvé ses empreintes digitales, mais on ignore s'il a participé aux massacres.
Selon l'enquête, David Lind a survécu, car il avait passé la nuit dans un motel de San Fernando Valley, se droguant avec une prostituée. Peu de temps après que les médias se mirent à parler des meurtres, Lind a contacté la police et accusé Nash et Holmes.

## Opération de police et procès
Les inspecteurs Tom Lange et Robert Souza étaient chargés de l'enquête. Tom Lange a travaillé sur l'affaire concernant O.J Simpson treize ans plus tard.
La police a perquisitionné la maison de Nash peu de temps après les meurtres ; plus d'un million de dollars en cocaïne a été trouvé et Nash fut condamné à deux ans de prison.
Holmes a alors été mis en examen pour les meurtres. Le procureur, Ron Coen, a essayé de montrer que Holmes a participé mais qu'il a trahi le gang de Wonderland pour ne pas avoir obtenu sa pleine part du butin. Les avocats de la défense commis d'office, Earl Hanson et Mitchell Egers, ont réussi à représenter Holmes comme une victime ayant été forcée par les vrais tueurs à leur donner l'adresse de la maison où les meurtres ont eu lieu. Holmes a été acquitté le 16 juin 1982. Il a refusé de témoigner et de coopérer avec les autorités et a passé un peu de temps en prison pour outrage à la cour.
Holmes est mort du sida six ans après, le 13 mars 1988 dans un hôpital de Los Angeles. Après sa mort, sa première épouse, Sharon Gebenini-Holmes, a déclaré qu'il était venu chez elle après les massacres avec du sang sur ses vêtements, mais qu'il ne lui a pas donné tous les détails.
En 1990, Nash a été mis en examen pour avoir commandité les meurtres et Diles pour avoir exécuté ses ordres. Scott Thorson a témoigné contre eux, mais le jury l'a déclaré innocent ; le deuxième procès en 1991 a abouti à l'acquittement. Diles est mort en 1995.
En 2000, après une enquête de quatre ans impliquant les autorités locales et fédérales, Nash a été arrêté et mis en examen pour trafic de drogue, blanchiment d'argent, organisation des meurtres de Wonderland, et corruption du jury de son premier procès. Nash, septuagénaire, souffrant d'emphysème et d'autres maux, était d'accord pour plaider coupable en septembre 2001 pour alléger sa peine. Il a admis avoir corrompu un membre du jury de son premier procès, une jeune femme, avec 50 000 $. Il a également plaidé coupable pour le blanchiment d'argent. Il a admis avoir commandé à ses associés de rechercher ses biens volés qui se trouvaient à la maison de Wonderland, ce qui peut avoir eu comme conséquence la violence extrême des meurtres. Pourtant, il a nié avoir donné l'ordre de liquider les voleurs. Il a été condamné à quatre ans et demi de prison et 250 000 $ d'amende.

## Livres et films
Le film Boogie Nights (1997) basé sur la vie de John C. Holmes a rapporté certains événements de Wonderland. Les meurtres ont été le sujet de Wonderland (2003), avec Val Kilmer dans le rôle de Holmes.
Certains des événements décrits ici sont relatés par John Holmes dans son autobiographie Porn King (1998). Le livre Long Time Money and Lots of Cocaine (2005) contient la transcription complète de l'audition préliminaire de février 1982 de Holmes. Un récit des meurtres de Wonderland et de la vie de John Holmes apparaît dans le livre de John Gilmore, L.A. Despair: À Landscape of Crimes & Bad Times (2005).
Les meurtres ont été placés au septième rang par E! Entertainment Television dans l'émission les « 20 meurtres d'Hollywood les plus horribles ».